# Focșani
Focșani är en stad (municipiu) i det historiska landskapet Moldova i östra Rumänien. Stad ligger vid floden Milcov, omkring 160 kilometer nordöst om huvudstaden Bukarest. Den utgör residensstad i länet Vrancea och hade 79 315 invånare 2011.

## Historia
Focșani grundades på 1500-talet, och dess befästningar har spelat en stor roll i området. Staden ligger vid den tidigare gränsen mellan Moldova och Valakiet, och var säte för den kommission som samordnade lagstiftning och institutioner då de båda furstendömena enades till en stat 1859-1862.
Den 1 augusti 1789 besegrade österrikare och ryssar i förening, under befäl av Fredrik Josias av Sachsen-Coburg-Saalfeld och Aleksandr Suvorov, turkarna i ett slag vid staden.